# Torre San Patrizio
Torre San Patrizio este o comună din provincia Fermo, regiunea Marche, Italia, cu o populație de 2117 locuitori și o suprafață de 11,93 km².

## Demografie
Torre San Patrizio - evoluția demografică

|  | Graficele sunt indisponibile din cauza unor probleme tehnice. Mai multe informații se găsesc la Phabricator și la wiki-ul MediaWiki. |

Date: Recensăminte sau birourile de statistică - grafică realizată de Wikipedia